# Jordi Mas i López
Jordi Mas i López (Santa Coloma de Queralt, 20 de gener de 1972) és un poeta i traductor català, doctor en traducció i interpretació per la Universitat Autònoma de Barcelona i màster en teoria de la literatura i literatura comparada. És professor agregat de llengua i literatura japonesa de l'àrea d'estudis d'Àsia oriental al Departament de Traducció i d'Interpretació de l'UAB. Ha estudiat les influències mútues entre la literatura catalana i la literatura japonesa, ha col·laborat en la traducció al català de diverses sèries d'animació japoneses emeses a TV3 i ha traduït clàssics japonesos al català com Contes d'Ise, d'autor anònim, Diari de Tosa, de Ki No Tsurayuki, Cent de cent. Hyakunin isshu de Fujiwara Teika i L'estret camí de l'interior de Matsuo Bashô, Premi Vidal Alcover de Traducció en 2009. També ha traduït al català assaigs de Haruki Murakami, així com la seva trilogia 1Q84.
En 2014 va rebre el Premi Vicent Andrés Estellés de poesia a l'edició dels 43è Premis Octubre pel poemari Febrer. L'abril de 2018 va guanyar el Premi Rafel Jaume a la millor traducció poètica en català per Tres veus lligades a Minase (Jardins de Samarcanda, Eumo Editorial) dels japonesos Sōgi, Shōhaku i Sōchō.

## Obres
- Josep Maria Junoy i Joan Salvat-Papasseit: dues aproximacions a l'haiku (Barcelona: Publicacions de l'Abadia de Montserrat, 2004)

### Articles
- Les tankes de Salvador Espriu: l'assimilació d'una forma poètica oriental (dins: Si de nou voleu passar. I Simposi Internacional Salvador Espriu. Publicacions de l'Abadia de Montserrat, 2005);
- Matsuo Bashô com a referent de Josep Maria Junoy durant els anys vint i trenta del segle XX (dins: PANYELLA, Ramon (ed.). La projecció social de l'escriptor en la literatura catalana contemporània. Barcelona / Bellaterra: PUNCTUM & GELCC, 2007)
- Del vers a la prosa: Amour et Paysage i Les quatre estacions de Josep Maria Junoy (Llengua & Literatura, n. 20, 2009)
- La primera recepció de l'haiku en la literatura catalana, amb Marcel Ortín (Els Marges, primavera 2009).

### Poemes
- Autoretrat amb esfinx (Badalona: Omicron, 2008)
- Horus al desert (Calvià: Ajuntament de Calvià, 2009)
- Sema (Edicions 3 i 4, 2012, Premi Senyoriu d'Ausiàs March)
- Febrer, 2014
- El crit i l'eco (Godall Edicions, 2016)
- La destral del vespre, l'axada de l'alba (Edicions del Buc, 2018)
- Brida (Godall Edicions, 2019)

### Traduccions
- El marit gos. (tres relats de Yoko Tawada)